# Liotrigona mahafalya
Liotrigona mahafalya là một loài Hymenoptera trong họ Apidae. Loài này được Brooks & Michener mô tả khoa học năm 1988.